# Batalla de Kollaa
La batalla de Kollaa se libró del 7 de diciembre de 1939 al 13 de marzo de 1940 en Ladoga Karelia, Finlandia, como parte de la Guerra de Invierno soviético-finlandesa.

## Descripción y resultado
Después de una serie de derrotas sufridas por el 26.º regimiento finlandés, el 24.º regimiento se atrincheró al oeste del río Kollaa. El avance soviético contra este sector fue en gran medida inesperado y abrió graves posibilidades de que las fuerzas rojas flanquearan la línea de defensa finlandesa al norte del lago Ladoga y evitaran la línea Mannerheim. Por lo tanto, gran parte del Cuarto Cuerpo finlandés fue desviado al ataque.A pesar de tener todavía muchas menos tropas que los soviéticos, las fuerzas finlandesas (12.ª División) repelieron al Ejército Rojo porque los soviéticos sólo estaban preparados para avanzar por carreteras. Con pocas carreteras en la zona de Kollaa y todas ellas custodiadas por tropas finlandesas, los soviéticos no podían avanzar a campo traviesa sin esquís.

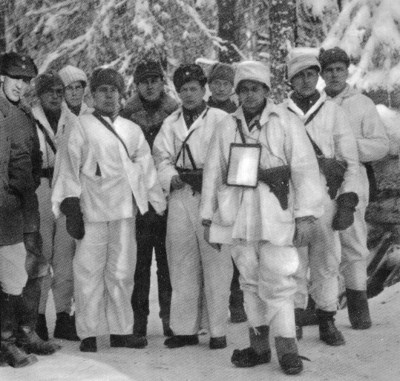
Líderes militares finlandeses de la batalla de Kollaa.

Se considera que Kollaa fue uno de los lugares más difíciles de defender durante la Guerra de Invierno. El río Kollaa, del tamaño de un arroyo, estaba rodeado de tierra tan fría en los meses de invierno que era casi imposible excavar en ella.
Se estima que el Ejército Rojo disparó cerca de 40.000 disparos de artillería contra la línea de defensa en un solo día. Por el contrario, la artillería finlandesa podía disparar un máximo de 1.000 disparos al día. Al final de la batalla, el suelo estaba casi pulverizado y convertido en lodo.[cita requerida]Fue en esta batalla y en las circundantes que un tren de guerra finlandés se distinguió, convirtiéndose en un ícono dentro de las fuerzas y elevando la moral con cada aparición ruidosa. Los ataques soviéticos fueron en su mayor parte ataques frontales liderados por largas columnas de tanques seguidas por infantería. Muchos de estos ataques se disolvieron rápidamente después de que los tanques líderes fueran inutilizados por cañones antitanques, lo que los obligó a retirarse.
En un punto de defensa, llamado "Killer Hill" por los finlandeses, los soviéticos avanzaron un regimiento completo contra una fuerza de 32 finlandeses fortificados. Murieron cuatrocientos soviéticos, junto con 28 de los defensores.
La Batalla de Kollaa continuó hasta el final de la Guerra de Invierno, a pesar de que la 12.ª División finlandesa detuvo al 8.º Ejército Rojo y ambos bandos sufrieron grandes pérdidas. El Ejército Rojo logró penetrar varias veces la línea de defensa finlandesa en Kollaa, expulsando a los finlandeses de sus posiciones. Los finlandeses restauraron la integridad de su línea de defensa mediante contraataques sistemáticos. El 12 de marzo, cerca del final de la guerra, los soviéticos lograron formar un punto de fractura de 0,5 a 1,5 kilómetros (0,31 a 0,93 millas) de profundidad en la línea de defensa finlandesa, lo que casi provocó su colapso. Como resultado, el comandante de la 12.ª División del ejército finlandés consideró abandonar la línea de defensa principal en Kollaa. Sin embargo, como las noticias del sector indicaban que la situación "aún no era tan alarmante", el comandante ordenó un contraataque, para retomar la línea de defensa al día siguiente. Estas órdenes fueron revocadas cuando la noticia del tratado de paz concluido llegó al frente y se ordenó a los hombres que mantuvieran sus posiciones actuales hasta el final de las hostilidades.

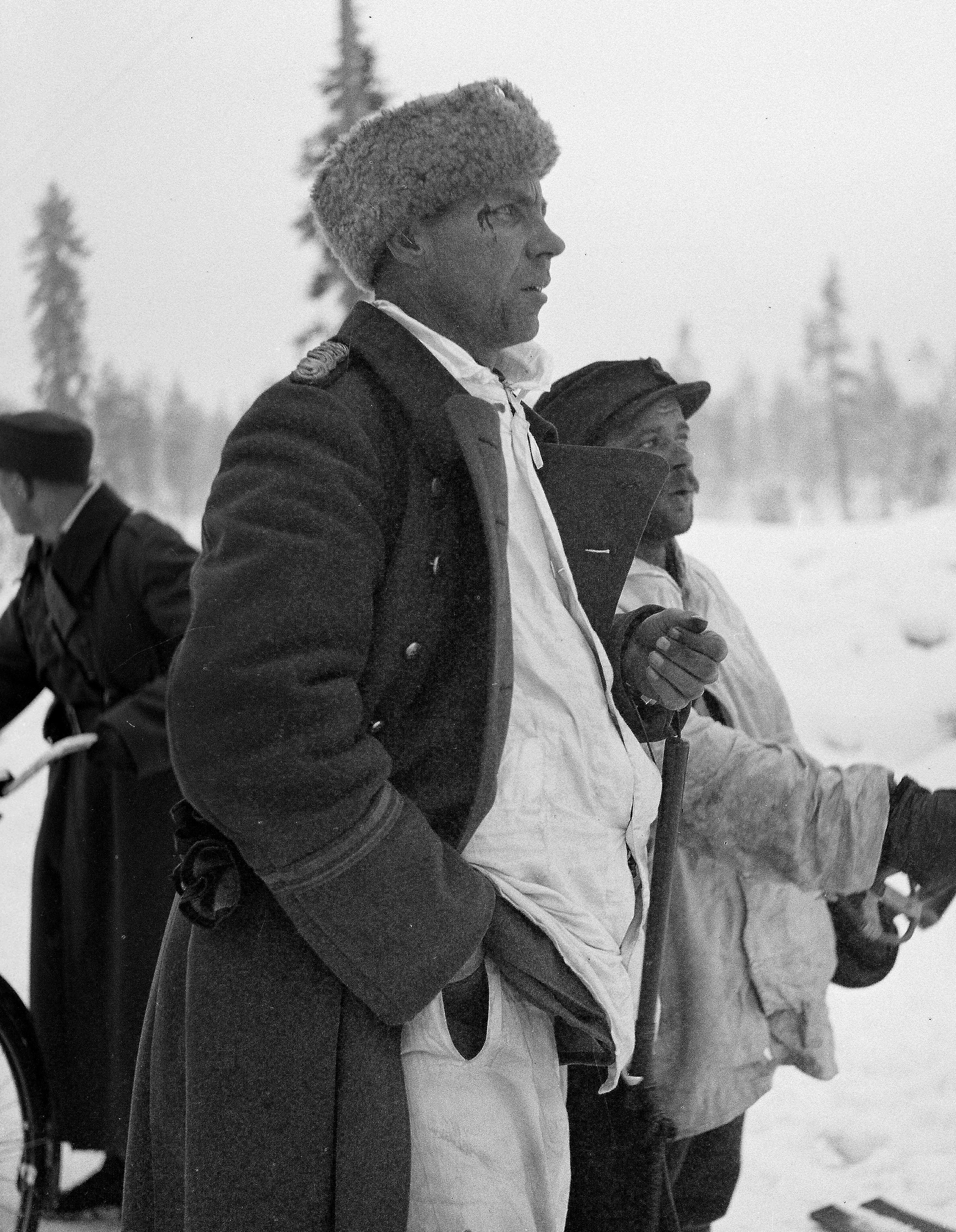
Capitán Juutilainen al frente en Kollaa.

## Nueva expresión de la determinación finlandesa
Una cita famosa de la Batalla de Kollaa es la pregunta del mayor general Hägglund: "¿Kollaa resistirá? (Kestääkö Kollaa?)", a lo que el teniente Aarne Juutilainen respondió: "Kollaa resistirá (Kollaa kestää), a menos que las órdenes sean huir. " La simple pregunta y respuesta han entrado en el léxico finlandés como una expresión de perseverancia y resolución ante dificultades inminentes o crisis. La banda de punk finlandesa Kollaa Kestää usa el nombre.

## La "Muerte Blanca"
El francotirador finlandés Simo Häyhä, apodado la "Muerte Blanca", vería su primera batalla en el frente de Kollaa. Se le atribuyen al menos 505 muertes confirmadas durante la guerra, según los registros militares finlandeses.